# Bitva u Prestonu
Bitva u Prestonu (17. srpen 1648 – 19. srpen 1648) byla největší bitvou druhé anglické občanské války. Skončila vítězstvím sil vedených Oliverem Cromwellem nad armádou sestavenou z anglických roajalistů a skotských vojáků vedených Jamesem Hamiltonem. Rozhodné vítězství parlamentaristů u Prestonu vedlo k rychlému konci druhé části občanské války.

## Dohoda

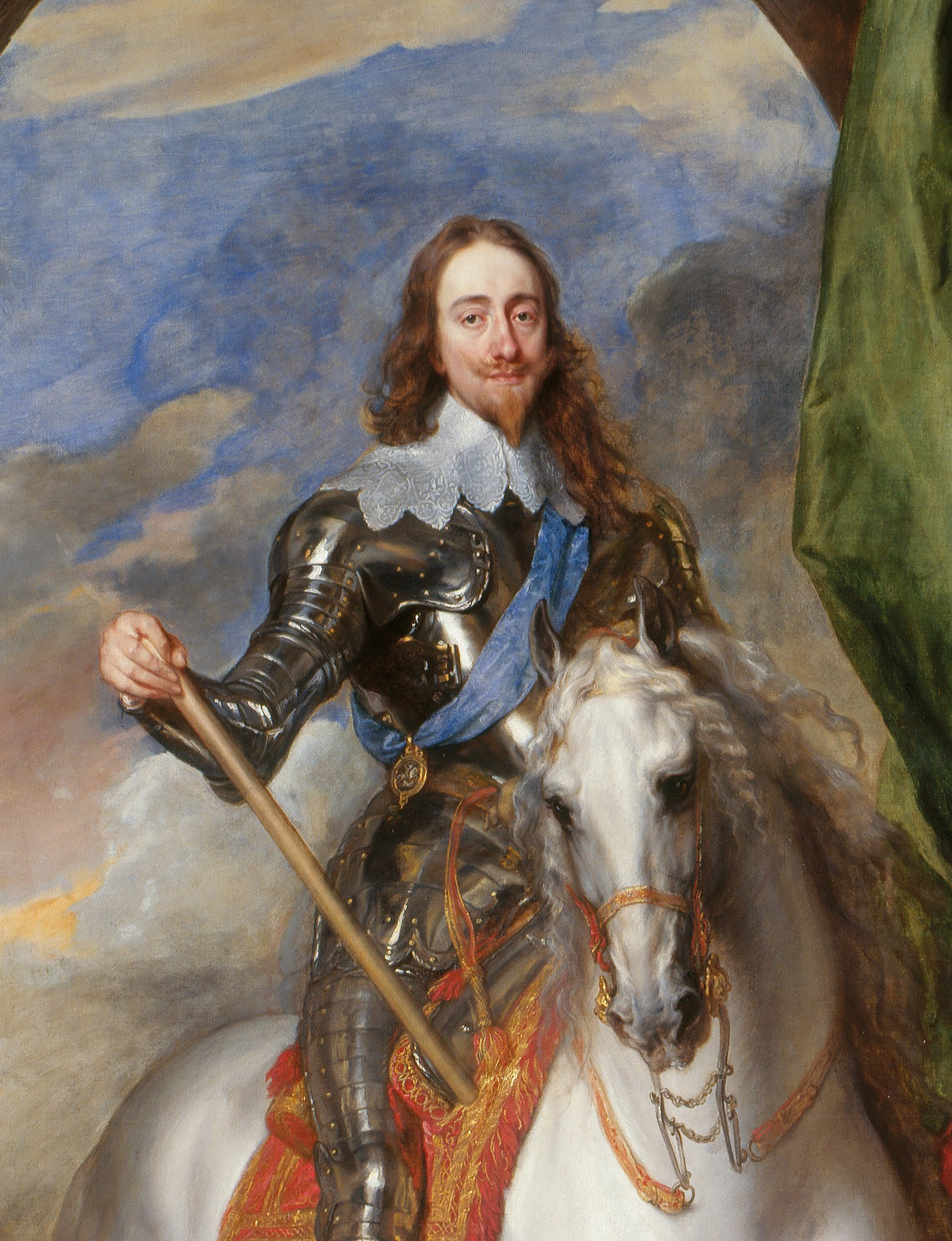
Karel I.

V období po kapitulaci skotského vojska Karla I. u Newcastle upon Tyne do rukou parlamentaristů, narůstaly ve Skotsku obavy z radikalizace politického vývoje v Anglii. Panovaly obavy o královu bezpečnost. V parlamentu se presbyteriáni dostali do defenzívy a ještě horší situace nastala radikalizací politických představitelů. Skotové se postupně přikláněli k umírněnému směru představovanému Jamesem Hamiltonem.
Prvním úkolem bylo zajištění královy bezpečnosti. Jakákoli dohoda s Karlem musela být uzavřena s ohledem na covenantery. V průběhu roku probíhala na různých místech jednání s Karlem ukončená v prosinci 1647 dohodou o spolupráci. Karel souhlasil s tím, aby v průběhu tří let byl v Anglii ustanoven presbyterianismus a byly potlačeny ostatní extremistické sekty. Na oplátku Skotové přislíbili shromáždit na jeho podporu armádu. Tato dohoda způsobila vypuknutí druhé fáze občanské války.
Když zpráva o dohodě dorazila do Skotska, zavládla s ní spokojenost do doby, než bylo jasné, že ujednání nerespektuje Covenant. Hlavní odpor se zvedl v jihozápadním Skotsku, kde byl velký počet příznivců covenanterů. Hamilton byl jmenován vrchním velitelem, ale nespokojenost s obsahem dohody, mu působila velké problémy při sestavování vojska. Zpoždění při shromažďování skotského vojska umožnilo parlamentaristům, aby jejich armáda potlačila povstání roajalistů v Anglii a Walesu. Navíc Hamilton musel vzdorovat vnitřnímu nepříteli ve Skotsku a musel rozdělit své síly.

## Hamiltonovo tažení
Hamilton si již nemohl dovolit další zpoždění a tak 8. července překročil s 10000 muži hranice. Jeho vojsko bylo málo vycvičené a špatně vybavené, neměl žádné dělostřelectvo a doprava a zásobování nebylo zajištěno na dostatečné úrovni. Poté, co překročil hranice, se pohyb jeho armády zpomalil. Strávila šest dní v Carlisle, poté se přesunula do Penrithu až po třech dalších dnech vyrazila do Kirkby Thorne, kde zůstala až do konce července. Tažení nepřálo ani počasí, protože po celou dobu pršelo.
Jeho postup sledoval oddíl parlamentaristického vojska vedený Lambertem. Tento oddíl nebyl dostatečně silný, aby se mohl s Hamiltonovou armádou utkat, ale Lambert obdržel zprávu o tom, že se k němu má připojit Cromwell, který 11. července osvobodil od roajalistů hrad Pembroke. Hamiltonova armáda dorazila 2. srpna ke Kendalu, kde k nim připojily síly z Ulsteru vedené Georgem Munro. Tak měl Hamilton k dispozici 18000 pěšáků a jezdectva. Ve skotském táboře téměř okamžitě vypukly spory, protože Munro, nechtěl podléhat Hamiltonovu zástupci Jamesi Livingstonovi, hraběti z Callenadru.
Hamilton spor vyřešil tak, že zkušení vojáci z Ulsteru zůstali vzadu u Kirkby Lonsdale, část anglického jezdectva čekala na dělostřelectvo a zbytek armády pokračoval na Hornby, kde se na týden utábořil.
Skotská armáda, unavená dlouhým pochodem, vyrazila 14. srpna směrem na Lancaster a Preston. Sir Langdale a zbylé anglické jezdectvo se pohybovalo v určité vzdálenosti na východ, aby zajišťovalo bok postupujícího vojska. V době kdy Hamilton postupoval přes Lancashire se Cromwellovi podařilo uskutečnit rychlý přesun. K Lambertovi se připojil u Wetherby 13. srpna, když v 13 dnech překonal asi 460 kilometrů.
Hamilton stále ještě neměl tušení o hrozícím nebezpečí. Pro přetrvávající problémy se zásobováním a ubytováním povolil Hamilton Middletonovi a jezdectvu, aby vyrazili na jih kolem Prestonu k Wiganu. 16. srpna v předvečer bitvy bylo skotské vojsko roztaženo na vzdálenost asi 80 kilometrů – Munro byl se svými silami stále u Kirkby Lonsdale, Hamilton a jeho hlavní armáda se nacházela nedaleko Prestonu, zatímco Middleton směřoval k Wiganu.

## Cromwellův útok
Cromwell neměl přesné informace o situaci nepřátel. V běžné situaci by vyrazil na jih, aby bránil přístup k Londýnu. Byl si ale vědom nutnosti rychlé akce. Rozhodl se překročit Penniny do Lancashire a pokusit se nepřítele zničit. Jeho vojsko vyrazilo směrem na Otley a Skipton 15. srpna se utábořilo u Gisburnu. Zde obdržel zprávu od svých zvědů, že Hamilton se blíží k Prestonu.
Langdale varoval Hamiltona a Callendara, že se Cromwell chystá zaútočit, ale oba jeho upozornění nebrali vážně. Brzy ráno došlo ke Cromwelově útoku. Langdaleho oddíly se nacházely v oblasti mezi silnicemi do Prestonu a Skiptonu částečně chráněny živými ploty před útokem jezdectva. Cromwell vyslal oddíl asi 600 mužů, aby připravili průchod pro hlavní voj. Langdale poslal Hamiltonovi zprávu o tom, že se mají připravit na Cromwellův útok. Hamilton se rozhodl podpořit Langdaleho a vyslal posly pro Middletona k Wiganu, aby se rychle vrátil. Callendar ale namítal, že pěchota bez podpory jezdectva je odsouzena k porážce a tak se Hamilton rozhodl pokračovat v přesunu k Prestonu a jedinou výpomocí pro těžce zkoušené Langdaleho síly byl malý vojenský oddíl.
Langdaleho vojsko nyní bojovalo asi čtyři hodiny. Poté, co pěchota vyčistila cestu, vyslal Cromwell dva pluky jezdectva, které způsobily mezi roajalisty paniku a zahnaly je směrem k městu. Většina královských pěšáků byla zajata, zatímco jezdectvo vyrazilo na sever, aby se přidali k Munroovi. Na jih od řeky královský generál Baillie shromáždil své vojáky na návrší v dohledu Ribble Bridge. Cromwellovo vojsko po překonání mostu na ně zaútočilo a prudká bitva trvala asi dvě hodiny. S nadcházejícím večerem byli Skotové zahnáni kopiníky vedenými Thomasem Pridem. Poté, co Baillie ustoupil, pokračoval boj až do setmění.

## Pokračování bitvy
Noc přinesla úlevu oběma stranám. Cromwellův záměr vyšel skvěle. Hamiltonovo vojsko bylo rozděleno na dvě části a bylo odstřiženo od základny ve Skotsku. Podle Cromwellova vlastního odhadu bylo zabito asi 1000 nepřátelských vojáků a 4000 zajato.
Pro Skoty noc neznamenala velkou úlevu, protože o půlnoci se spustil hustý déšť. Callendar navrhoval, aby se v noci přesunuli vstříc Middletonovi a jeho jezdectvu. Baillie a Turner namítali, že vojsko je znavené a noční přesun je dále vyčerpá. Jako obvykle zvítězil Callendarův názor. Skotové neměli žádné transportní prostředky a tak mušketýrům bylo dovoleno vzít sebou pouze tolik munice, kolik uvezli. Zbytek byl určen ke spálení na ohních. Nikdo ale nedal příkaz k jejich zapálení a tak se jejich střelný prach stal následující ráno kořistí Cromwellova vojska.
Pochod demoralizovaných Skotů nocí přinesl další problém. Zatímco Middleton jel z Wiganu na sever přes Chlorey, Hamilton vyrazil na jih přes Standish a obě armády se minuly. Middleton to zjistil až ráno, když se nesetkal s pěchotou svého spojence, ale s oddílem jezdectva vyslaným Cromwellem, aby pronásledoval Hamiltona. I když jejich velitel Thornhaugh padl, jeho vojáci způsobili Middletonovu vojsku velké ztráty a zatlačili je na jih.
Hamilton urazil asi pět kilometrů, než to Cromwell zjistil. Poté vyslal jezdecký oddíl vedený Thornhaughem, aby je pronásledoval a vyrazil se svým vojskem pronásledovat Hamiltona, zatímco v Prestonu zanechal malý oddíl na jeho obranu proti Munroovi, který mohl dorazit z Kirkby Lonsdale. Ráno 18. srpna zastihlo skotské vojsko unavené dlouhým nočním pochodem v deštivém počasí. U Standish Moor se setkali s jezdectvem, kde mohli zaujmout pozici pro střet s nepřítelem.
Déšť však zničil veškerý střelný prach, a protože neměli jeho další zásoby, pokračovali v cestě na Wigan. Poté, co vydrancovali místní obyvatele, pokračovali, pronásledování Cromwellem, směrem na Warrington.
Ráno 19. srpna zaujali Skotové bojové postavení asi čtyři kilometry od Warringtonu. Boj se odehrál na úzké silnici na sever z Newton-le-Willows. Všechny útoky Cromwellova vojska byly odraženy až do doby, kdy místní lidé ukázali Cromwellovým vojákům cestu jak provést obchvat pozice Skotů. Poté byli Skotové zatlačeni Prideho plukem na jih ke kostelu u Winwicku, kde byl jejich odpor zlomen. Uprchlíci utekli směrem na Warrington, kde zbytek armády vytvářel barikády u mostu přes řeku Mersey.
I po tomto vítězství by měl Cromwell velký problém se zatlačením Skotů na jih přes barikádu, kterou vystavěli na předmostí u řeky Mersey. Hamilton měl stále k dispozici asi 4000 mužů, ale ti byli demoralizováni a unavení stejně jako jejich velitel. Callendar navrhl, aby tuto pozici držela pěchota pod velením Baillieho, zatímco jezdectvo se mělo přesunout do Walesu ke zbytku královské armády. Mušketýři neměli použitelný střelný prach a tak většinou své pušky zahodili. Poté, co byl vydán příkaz k obraně mostu, poslechlo ho pouze asi 250 mužů. Cromwell se chtěl vyhnout krvavému střetu a tak jim nabídl velkorysou dohodu, která byla přijata.
V bitvě mezi Prestonem a Warringtonem bylo zabito asi 3000 mužů a asi 10000 bylo zajato.

## Kapitulace
Bez přesné znalosti okolí směřoval Hamilton s jezdectvem k Uttoxeteru ve Staffordshire kde dorazil 22. srpna. Po krátké přestávce nařídil Hamilton další přesun. Demoralizovaní vojáci se vzbouřili. Mnoho z nich, včetně Langdaleho, dezertovalo. Někteří jiní se připojili ke Callendarovi a unikli do Nizozemska. Hamiltonovi nezbylo než jednat s nepřítelem a nakonec se vzdal do rukou Johna Lamberta, kterého Cromwell vyslal, aby je pronásledoval. Parlamentaristé garantovali Hamiltonovi i jeho velitelům bezpečnost.
Později byl ale Hamilton na základě svého titulu hraběte z Cambridge odsouzen za zradu a v březnu roku 1649 popraven. Ve Skotsku způsobila zpráva o Hamiltonově porážce kolaps vlády lidí, kteří dojednali smlouvu s Karlem I. Vzbouřenci z jihu vyrazili na sever a dobyli Edinburgh.